# 康斯坦丁诺皮尔
康斯坦丁諾皮尔（羅馬化：Kostiantynopil）是位於烏克蘭東部頓涅茨克州沃爾諾瓦哈區大諾沃西爾卡市鎮的村莊。該村處於蘇希亞雷河和沃夫恰河的匯流處，始建於1779年，海拔高度101米。2025年4月9日，在經歷多日爭奪後，俄羅斯軍隊控制該村。